# Saint-Jean-du-Cardonnay
Saint-Jean-du-Cardonnay è un comune francese di 1 364 abitanti situato nel dipartimento della Senna Marittima nella regione della Normandia.

## Società

### Evoluzione demografica
Abitanti censiti